# 首召者安德列級戰艦
首召者安德列级战舰（英語：Andrei Pervozvanny-class battleship）是沙俄海军在1900年代中期为波罗的海舰队建的两条战列舰。它们是1903年海军技术委员会作为博罗季诺级战列舰的加强版提出的。是沙俄最后一种前无畏舰。 